# Högskärssjön
Högskärssjön är en fjärd i Finland. Den ligger i landskapet Österbotten, i den västra delen av landet, 400 km nordväst om huvudstaden Helsingfors.
Högskärssjön ligger söder om Olsön i kommunen Malax. i öster ansluter den till Stenskärsfjärden och i väster till Bergöfjärden.